# Institut français d'Autriche-Vienne
Pour les articles homonymes, voir IFV.
L'Institut français d'Autriche (IFA) est un Institut français dépendant du ministère français chargé des Affaires étrangères, situé à Vienne en Autriche. L'institut se trouvait dans le neuvième arrondissement de Vienne dans le palais Clam-Gallas, acquis par la France en 1952, sur un terrain qui accueille également le lycée français de Vienne. Il constitue également le Service de coopération et d'action culturelle de l'Ambassade de France en Autriche. 
Le siège de l'établissement a été cédé en novembre 2015 à l'Ambassade du Qatar pour un montant non précisé,. L'adresse de l'institut est désormais dans le deuxième arrondissement. 

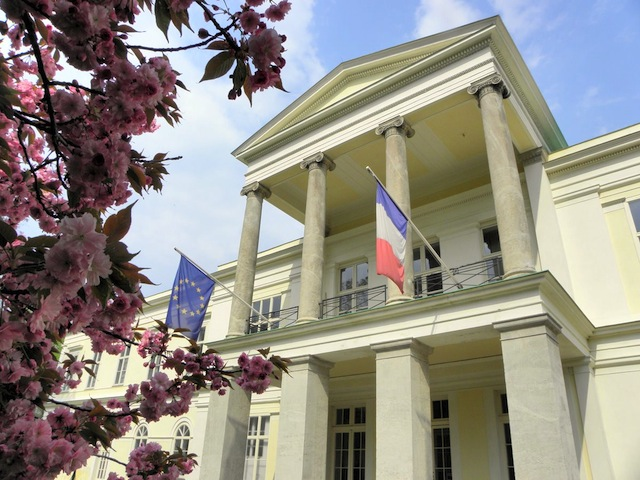
Le palais Clam-Gallas.

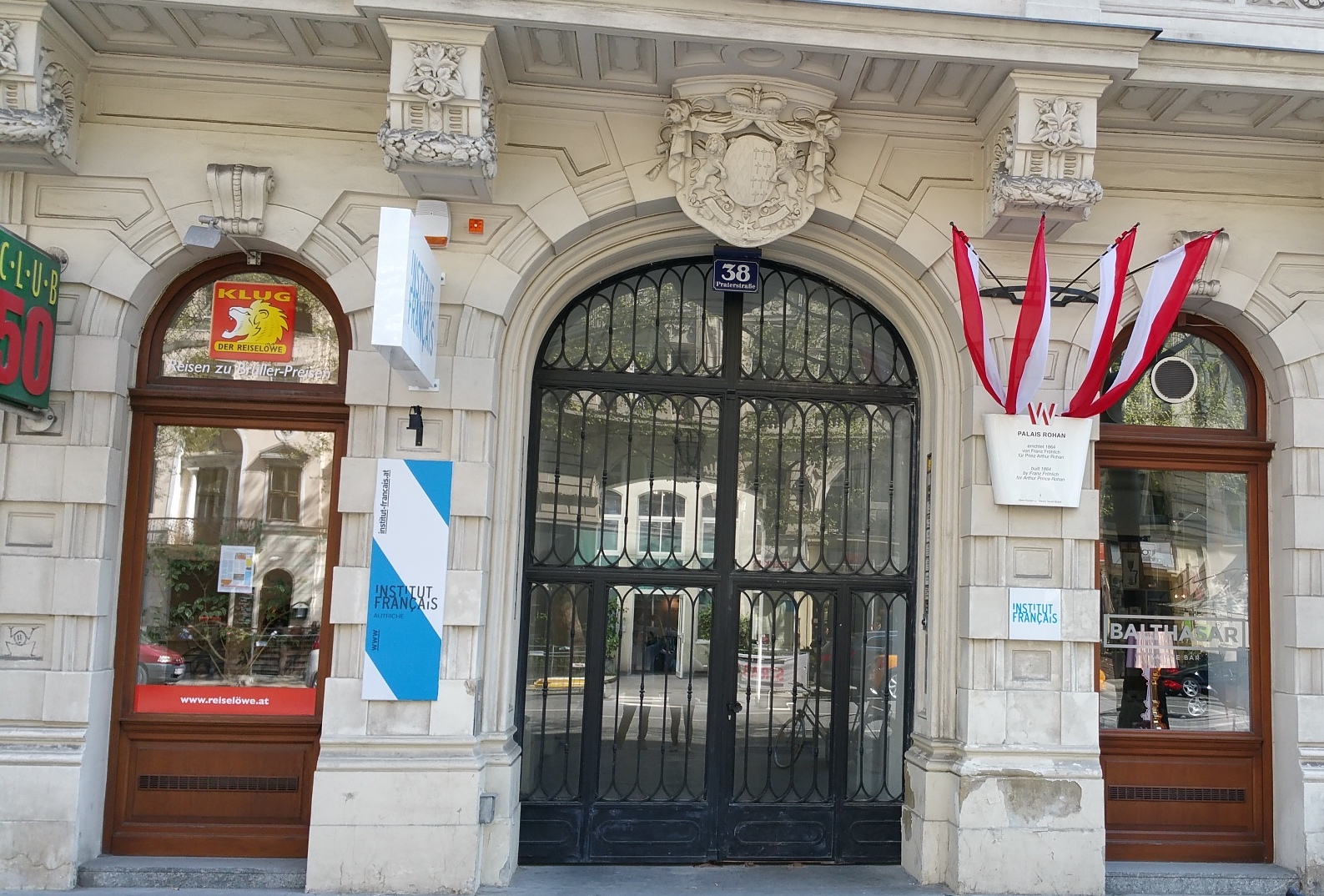

## Mission
L’IFA a pour finalité d'enseigner la langue française (cours destinés aux adultes), de faire rayonner la culture et la science françaises, ainsi que de participer à la coopération linguistique et culturelle entre la France et l'Autriche. 
Sur le plan culturel, l'Institut organise ses propres événements et apporte un soutien financier ou matériel à certaines manifestations se tenant hors les murs (comme la Viennale, le Festival de danse Impulstanz, le festival annuel du film francophone…). Il recense aussi dans sa lettre mensuelle ce qui relève de la présence culturelle française en Autriche (mentionnant les sorties de films français, les tournées d'artistes invités par les institutions autrichiennes, etc.).

## Moyens
L'Institut français d'Autriche met à la disposition du public une médiathèque regroupant près de 25 000 documents en français, notamment plus de 1 200 DVD. L’offre numérique s’enrichit vite. Outre un catalogue de livres, elle propose maintenant un accès à la presse en ligne, via Europresse.

## Direction
Le poste de directeur, lié à la fonction de conseiller culturel de l'ambassade de France à Vienne, a été occupé par :
- Eugène Susini (jusqu'en 1939, puis 1945-1958),

- Pierre Moisy (1958-1962),
- Michel Cullin (1982-1986),
- Michel Guérin (1986-1990),
- Thierry Burkard (1990-1994),
- Jacques Le Rider (1994-1996),
- Werner Rauch,
- François Laquièze,
- Georges Touzenis,
- Philippe Noble,
- Guillaume Rousson,
- Éric Amblard (2014-2017),
- Jacques-Pierre Gougeon (2017-2021)
- Philippe Sutter (2021-présent)